# Estación de Versailles-Chantiers
La estación de Versailles-Chantiers es una estación ferroviaria francesa situada en la comuna de Versailles, en el departamento de Yvelines, al oeste de París. Situada en un importante nudo ferroviario, por ella transitan tanto trenes de alta velocidad y líneas regionales como los trenes de cercanías de las líneas línea C, N y U.
Es una de las tres estaciones de tren de las que dispone Versailles junto a Versailles-Rive-Droite y Versailles-Rive-Gauche.

## Historia
La primera estación data de 1849. Debe su nombre de "chantier" (en francés obra) a que en el siglo XVII, cuando se construyó el Palacio de Versailles, el barrio se convirtió en un lugar donde se trabajaban las piedras que luego se enviaban al palacio.
En 1923, se decidió reconstruir el edificio y se encargó la obra a André Ventre, el cual en sus planos trabajó con una imponente fachada que recordaba al Gran Trianón de Versailles. Sin embargo, el día de la inauguración, el 24 de junio, los viajeros se encontraron con un edificio totalmente diferente al planeado
En febrero del 2011, la estación fue reformada para crear la puerta de Buc, acceso sur a la misma que permite un conexión más cómoda con la zona sur del barrio de Chantier y con las paradas de los autobuses urbanos.

## Descripción
La estación construida por André Ventre posee una fachada convexa con pilastras y cornisas de aspecto clásicas. Más modernas son las alas laterales y simétricas que la flanquean.
Desde el 14 de abril de 1998, la fachada, los tejados, los andenes, el edículo del reloj, la sala de espera, el vestíbulo de pasajeros y la galería están catalogados como Monumento Histórico. 
Se compone de cuatro andenes centrales al que acceden ocho vías.

## Servicios ferroviarios

### Alta velocidad
- Línea Le Havre - Marsella a razón de dos trenes diarios.

### Regionales
La estación dispone de un gran actividad en materia de trenes regionales abarcando la región Centro, Países de Loira, Alta y Baja Normandia.
- Línea París - Le Mans, 24 trenes diarios.
- Línea París - Chartres - Nogent-le-Rotrou, a razón de unos 50 trenes en función del recorrido.
- Línea París - Argentan, 2 trenes diarios.

### Cercanías
Tres son las líneas de cercanías que transitan por la estación: 
- Línea C del RER, concretamente su ramal C7, a razón de un tren cada media hora, aumentándose a uno cada 15 minutos en hora punta.
- Línea N del Transilien, tanto por trenes directos como ómnibus.
- Línea U del Transilien.